# Montoire
|  | Per a altres significats, vegeu «Montoire-sur-le-Loir». |

Montoire fou una senyoria del comtat de Vendôme apareguda probablement al final del segle x, concedida pels comtes de Vendôme. Els senyors de Montoire van acabar adquirint el comtat de Vendôme al segle xiii.
El primer senyor conegut, vers 1030, fou Nihard, mort vers 1059, un nebot d'un fidel del comte de Blois; no va tenir fills mascles i l'herència va passar a la filla Plàcida casada amb Eudes Doubleau senyor de Mondoubleau (però mort el 1057 abans que Plàcida heretés). L'herència va passar al fill Hug de Mondoubleau.
Després d'estar unida un temps a la senyoria de Mondoubleau, l'herència va arribar a Hevisa I de Mondoubleau que va deixar la senyoria de Montoire al seu fill Pere (d'un segon matrimoni amb Hameli II de Langeais). Pere va esdevenir senyor efectiu a la mort del seu pare el 1108 i va morir el 1135; el va succeir el seu fill Felip que fou el pare del següent senyor, Pere II. Aquest es va casar amb Agnès (morta el 1202) filla de Bucard IV comte de Vendôme. El va seguir el seu fill Joan que el 1217 fou el comte Joan IV de Vendôme quan va morir el seu oncle Joan l'Eclesiastic. En endavant la senyoria fou part dels dominis comtals de Vendôme.